# ひぐらし坂
ひぐらし坂（ひぐらしざか）は、東京都荒川区西日暮里四丁目にある延長約180ｍの坂である。東京都道457号駒込宮地線（通称：道灌山通り）に面する開成高校の正門脇から、途中左方に曲がり、開成学園グラウンド脇に上る。
坂のある台地は道灌山と呼ばれる高台である。この坂は道路を通すために道灌山を削り、道灌山通りと田端方面とを接続させるために作られた。
1990年（平成2年）、地元からの要望により「ひぐらしの里」にちなみ「ひぐらし坂」と名づけられた。路線番号は「荒94」。